# Devi essere felice
Devi essere felice è un film del 1948 diretto da Henry C. Potter.

## Trama
Una giovane ricca ereditiera, Dee Dee Dillwood, fugge la prima notte di nozze abbandonando il neo marito idiota per fuggire con il simpatico, affascinante e intelligente pilota Marvin Payne. Lo convince a portarla in California, (tra i passeggeri vi è anche uno scimpanzé). Troverà finalmente l'amore.